# Michel Barclay de Tolly
Pour les articles homonymes, voir Barclay.
Le prince Michel Barclay de Tolly, connu en Russie sous le nom de Mikhaïl Bogdanovitch Barclay de Tolly (Михаи́л Богда́нович Баркла́й-де-То́лли), né le 24 décembre 1761 à Pomautsch en Livonie (actuellement Pamūšis en Lituanie) d’une famille germano-balte originaire d’Écosse, et mort le 26 mai 1818 à Insterbourg en Prusse, est un feld-maréchal de l'Empire russe.
Au cours des guerres napoléoniennes, il occupa les fonctions de ministre de la Guerre (1810-1812) et fut l’un des principaux commandants de l’Armée impériale de Russie. Il fut l’un des architectes de la tactique et de la stratégie de la « terre brûlée » afin de stopper l’avance des armées napoléoniennes.
Michel Barclay de Tolly fut l’un des grands chefs de l’Armée impériale de Russie. Il était au début déconsidéré par les officiers et la noblesse russe, pendant la Guerre patriotique, mais il devint par la suite un héros des guerres napoléoniennes en Russie et aussi en Europe, où il fut très apprécié par des souverains tels que Frédéric-Guillaume III de Prusse ou Charles XIII de Suède.

## Origine de la famille Barclay de Tolly
Le futur feld-maréchal de l’Armée impériale de Russie était issu d’une famille germano-balte installée à Riga, ville hanséatique allemande, sous souveraineté russe à partir du XVIIIe siècle, issue du clan écossais des Barclay. Cette famille écossaise, dont les origines seraient normandes, remonterait au XIe siècle. Ainsi, Roger de Berchelai, qui serait le premier membre connu de la lignée, arriva en Angleterre avec Guillaume le Conquérant. L’ancêtre du prince Barclay de Tolly, Peter Barclay de Tolly (1600-1674), victime de la répression menée par Oliver Cromwell après l’exécution du roi Charles Ier d’Angleterre émigra à Riga au XVIIe siècle. William Barclay de Tolly, le grand-père du futur feld-maréchal fut maire de la ville hanséatique de Riga, son père Bogdan Barclay de Tolly fut admis dans les rangs de la noblesse russe.

## Famille

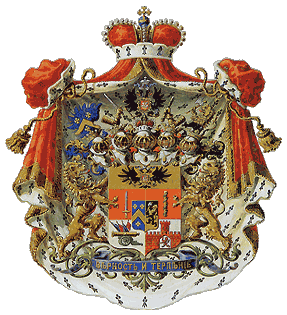
Blason familial.

Il est le fils de Weinhold Gottlieb Barclay de Tolly (russifié en Bogdan Barclay de Tolly) (1734-1781) et de Margrethe Élisabeth von Smitten (1733-1771). La fratrie des Barclay de Tolly se composait de trois garçons et d'une fille :
- Axel Heinrich Barclay de Tolly : (1758-?), major-général du Génie ;
- Erich Johann Barclay de Tolly : major d’artillerie ;
- Christina Gertrude Barclay de Tolly : (1770-1865), elle épousa Magnus von Lüders ;
- Michel Barclay de Tolly[6].

## Mariage
En 1791, Michel Barclay de Tolly épousa à Tarvastu sa cousine Hélène Éléonore Augusta von Smitten (1770-1827), fille de Johann Heinrich von Smitten et de Renata Hélène von Stackelberg.
Un enfant est né de cette union :
- Ernst August Magnus Barclay de Tolly (1797-1871)[7], il épousa la baronne Leonille von Campenhausen. (1807-1852)[6].

## Biographie
Issu d'une famille pauvre de la noblesse russe, fils d’un lieutenant de l’armée à la retraite devenu pasteur en Livonie.

## Carrière militaire au sein de l’Armée impériale de Russie

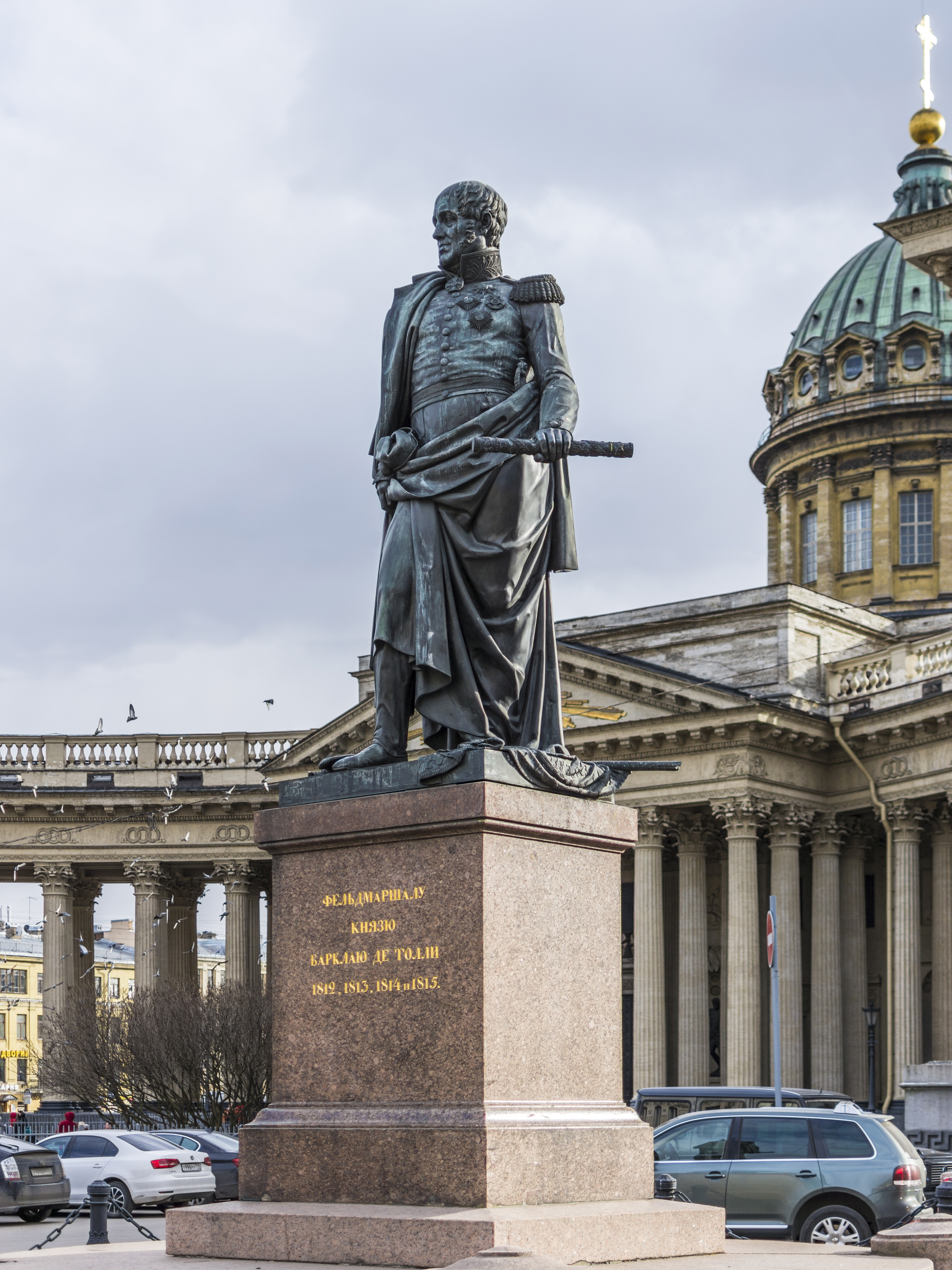
Monument de Michel Barclay de Tolly érigé en face de la cathédrale de Notre-Dame de Kazan à Saint-Pétersbourg, une œuvre de Boris Ivanovitch Orlovski (1793-1837).

Michel Barclay de Tolly embrassa, à 14 ans, la carrière militaire et obtint un avancement rapide. Le 13 mai 1776, Barclay de Tolly commença sa carrière militaire au régiment des carabiniers de Pskov. En mai 1778, il fut promu cornette et, seulement huit ans après, il fut élevé au grade de lieutenant. Vingt ans lui furent nécessaires pour atteindre le grade de colonel. En 1786, il fut transféré dans le corps des Chasseurs finlandais.
En 1788, Barclay de Tolly fut nommé aide de camp du lieutenant-général et prince Victor-Amédée d’Anhalt-Bernbourg. De 1788 à 1789, Michel Barclay de Tolly prit part à la guerre russo-turque de 1787-1792, il s’illustra lors de la prise d’Otchakov (1788), pour son courage démontré au cours des combats, il reçut l’ordre de Saint-Vladimir (4e classe), la bataille de Kauchany (13 septembre 1789), la capture de Akkerman et Bender (nuit du 3 novembre au 4 novembre 1789).
En 1790, Michel Barclay de Tolly fut transféré dans l’armée finlandaise. Dans ses rangs, il prit part à la Guerre russo-suédoise de 1788-1790. Au terme de ce conflit opposant les Russes aux Suédois, il intégra le régiment des Grenadiers de Saint-Pétersbourg. En 1794, il fut engagé dans la répression menée contre les insurgés polonais, il prit part à l’assaut des fortifications de la ville de Vilnius, il fut à l’origine de la défaite du détachement Grabowski près de Grodno, l’un des foyers de l’Insurrection de Kościuszko. Pour sa bravoure au combat, le 16 septembre 1794, il fut décoré de l’ordre de Saint-Georges (4e classe), en outre, il fut promu colonel et reçut le commandement du 1er bataillon Estland Jäger Corps. En 1798, il reçut le commandement du 4e régiment de chasseurs. En 1799, pour ses excellents états de service au cours de ses différentes campagnes militaires, il fut élevé au grade de major-général.
Le 2 décembre 1805, le major-général Barclay de Tolly s’illustra au cours de la bataille d’Austerlitz. Au cours de la Guerre de la Quatrième Coalition, il prit une part éminente dans la bataille de Pułtusk (26 décembre 1806) ce qui lui valut l’ordre de Saint-Georges (3e classe) et se distingua par sa bravoure à la bataille d’Eylau à la tête d'une brigade d'infanterie légère de la quatrième division du général André Somov. Le 7 février 1807, premier jour de la bataille, alors qu'il couvrait le repli des forces de Bagration du plateau, il eut l’os du bras droit brisé. Sa conduite exemplaire au cours de cette bataille de la campagne de Pologne de 1807 lui valut une nouvelle promotion au grade de lieutenant-général. Pendant son séjour à l’hôpital, il reçut la visite d’Alexandre Ier de Russie, le tsar lui remit l’ordre de Sainte-Anne (1re classe) et l’ordre de Saint-Vladimir (2e classe) (7 mars 1807).
Après une période de convalescence, Michel Barclay de Tolly réintégra les rangs de l’armée. Pendant la guerre russo-suédoise de 1808-1809, les troupes russes, placées sous le commandement du lieutenant-général Barclay de Tolly, traversèrent le golfe de Botnie recouvert de glace et firent une incursion à Umeå en Suède (mars 1809). Cette opération militaire contraignit les Suédois à engager des négociations, le 17 septembre 1809, par le traité de traité de Fredrikshamn, la Suède céda à l’Empire russe la Finlande et îles Åland. (ce pays devint le grand-duché de Finlande). Cette rapide et audacieuse action militaire valut à Michel Barclay de Tolly une réputation européenne. Pour cet exploit du golfe de Botnie, Michel Barclay de Tolly fut immortalisé par le poète russe Ievgeni Abramovitch Baratynski. En mai 1809, il fut nommé chef de l'armée finlandaise, Gouverneur Général de Finlande et général d'infanterie et fut décoré de l’ordre de Saint-Alexandre Nevski (9 septembre 1809).

### Ministre de la Guerre
Du 20 janvier 1810 à septembre 1812, Michel Barclay de Tolly occupa les fonctions de ministre de la Guerre. À ce poste, il fit de véritables efforts pour renforcer l'Armée impériale de Russie. Il mit en place de nouveaux règlements militaires et apporta des améliorations concernant la formation et la solde des troupes. Estimant inévitable l'invasion de l'Empire russe par les troupes napoléoniennes, sur les frontières, le ministre augmenta les effectifs de l'armée et fit construire de nouvelles forteresses. Son travail au sein du ministère de la Guerre lui valut l'ordre de Saint-Vladimir (1re classe) (15 septembre 1811).

### Guerre patriotique

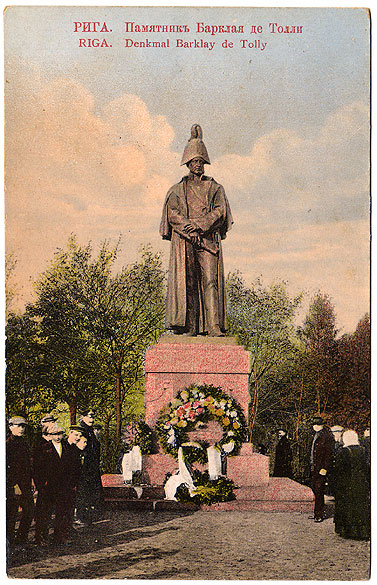
Statue du prince Michel Barclay de Tolly à Riga.

Le parti russe de la cour impériale s’opposait vivement à la nomination de Michel Barclay de Tolly, considéré comme étranger allemand, au commandement suprême de la 1re Armée de l’Ouest. Ses rivaux firent courir le bruit selon lequel Barclay de Tolly était un agent à la solde de Napoléon Ier et le peuple russe le considéra comme un lâche. En outre, l’aristocratie terrienne désapprouvait la tactique de la terre brûlée utilisée par le commandant en chef de la 1re armée lors de la guerre défensive menée pendant l’invasion de la Grande Armée de Napoléon. La tactique de la terre brûlée consistait à attirer les Français au cœur de la Russie pour les y faire périr de froid et de faim.

Pendant la guerre patriotique de 1812, le général Barclay de Tolly commandait la Première armée de l'Ouest positionnée en Lituanie à la frontière de l’Empire russe. Sous la pression de ses supérieurs et du tsar, Barclay de Tolly fut contraint de livrer des combats d’arrière-garde près de Vitebsk et Smolensk. À la bataille de Smolensk (17 août et 18 août 1812), Barclay de Tolly détruisit les magasins de munitions et les ponts et battit en retraite, pour sauver son armée. Après avoir perdu la ville sainte de Smolensk (la cathédrale de l'Assomption abrite l’icône de Notre-Dame de Smolensk l’une des icônes les plus vénérées de l’Église orthodoxe russe), les accusations des officiers (dont le prince Bagration) et des civils à l’encontre du général prirent de l’ampleur et il fut accusé ouvertement de trahison. Le plan de Barclay de Tolly consistait à attirer Napoléon Ier et son armée à l’intérieur de la Russie afin d’épuiser ses forces, avec le moins de pertes possible dans les rangs de l’Armée impériale de Russie. 
Le 29 août 1812, le commandement de l’armée russe durant la Guerre patriotique fut confié au général Koutouzov. Barclay de Tolly resta général de la 1re Armée de l’Ouest, et se vit forcé de servir sous les ordres de ceux auxquels il avait d’abord commandé ; il n’en rendit pas moins de grands services pendant la campagne, surtout à la bataille de la Moskowa.
Avant la bataille de Borodino, les troupes de Barclay de Tolly refusèrent d’accepter le général, car elles le considéraient comme le principal responsable des échecs de l’Armée russe.
Au cours de la bataille de Borodino (7 septembre 1812), Barclay de Tolly commanda l’aile droite et le centre des troupes russes. Il démontra des qualités de courage et d’habileté dans la gestion des troupes. Des témoins oculaires affirmeront avoir vu dans cette bataille le général s’exposer délibérément sous le feu de l’ennemi. Le général commanda une attaque de la cavalerie et, au cours de cette charge héroïque, quatre des chevaux montés par Barclay de Tolly furent tués sous lui, deux de ses adjoints trouvèrent la mort et neuf officiers furent blessés. Le 21 octobre 1812, en raison de sa bravoure, il lui fut décerné l’ordre de Saint-Georges (2e classe).
Après la bataille de Borodino où ses nerfs furent soumis à de rudes épreuves, l’état de santé du général se détériora, et il fut dans l’obligation de remettre sa démission. Fin septembre 1812, il se rendit donc à Kalouga, puis à Saint-Pétersbourg et, à la fin de l’automne, il arriva dans son village de Livonie.

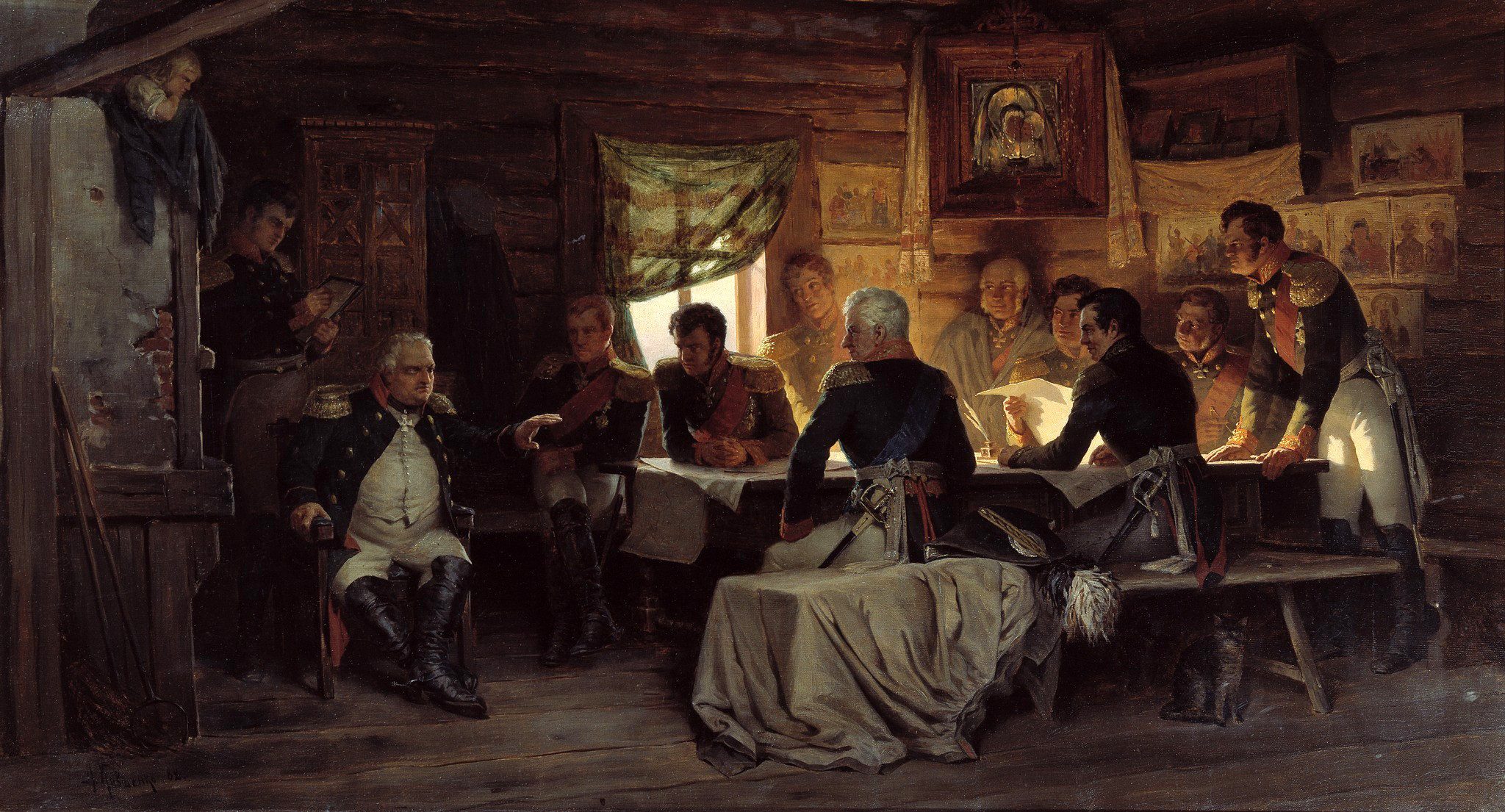
Conseil de guerre à Fili par Alexeï Kivchenko (1851-1895), 1880, galerie Tretiakov. Le tableau dépeint le conseil de guerre du 13 septembre suivant la bataille de la Moskova, on y voit l'état-major russe tenir conseil à Fili, dans la spacieuse isba du paysan André Savostianov. Koutouzov est assis à part dans un fauteuil pliant. Juste sous l'icône de la Vierge est assis Barclay de Tolly, la croix de saint Georges au cou. Sont présents l'aide de camp de Koutouzov, Kaïssarov, Ouvarov, Dokhtourov, Alexandre Ostermann-Tolstoï, Raïevski, Konovnitzine, Iermolov debout, les mains sur la table, et le comte von Bennigsen.

Avant de prendre sa retraite, il assista au Conseil de guerre de Fili (ancien village de la banlieue de Moscou), il continua d'insister sur la nécessité d'un repli stratégique. Au terme de cette réunion militaire de Fili, le généralissime Koutouzov conseilla d’abandonner Moscou aux mains de l’ennemi.
Les historiens russes sont unanimes pour reconnaître que la ligne stratégique de principe énoncée par Barclay de Tolly au début de la Guerre patriotique, ne fut pas modifiée par Koutouzov et la continuité du commandement fut retenue.
Lorsque la retraite de Russie prit fin, Barclay de Tolly vit sa popularité monter en flèche et son honneur de soldat et d’homme fut restauré par le tsar lui-même.

### Campagne militaire à l’étranger

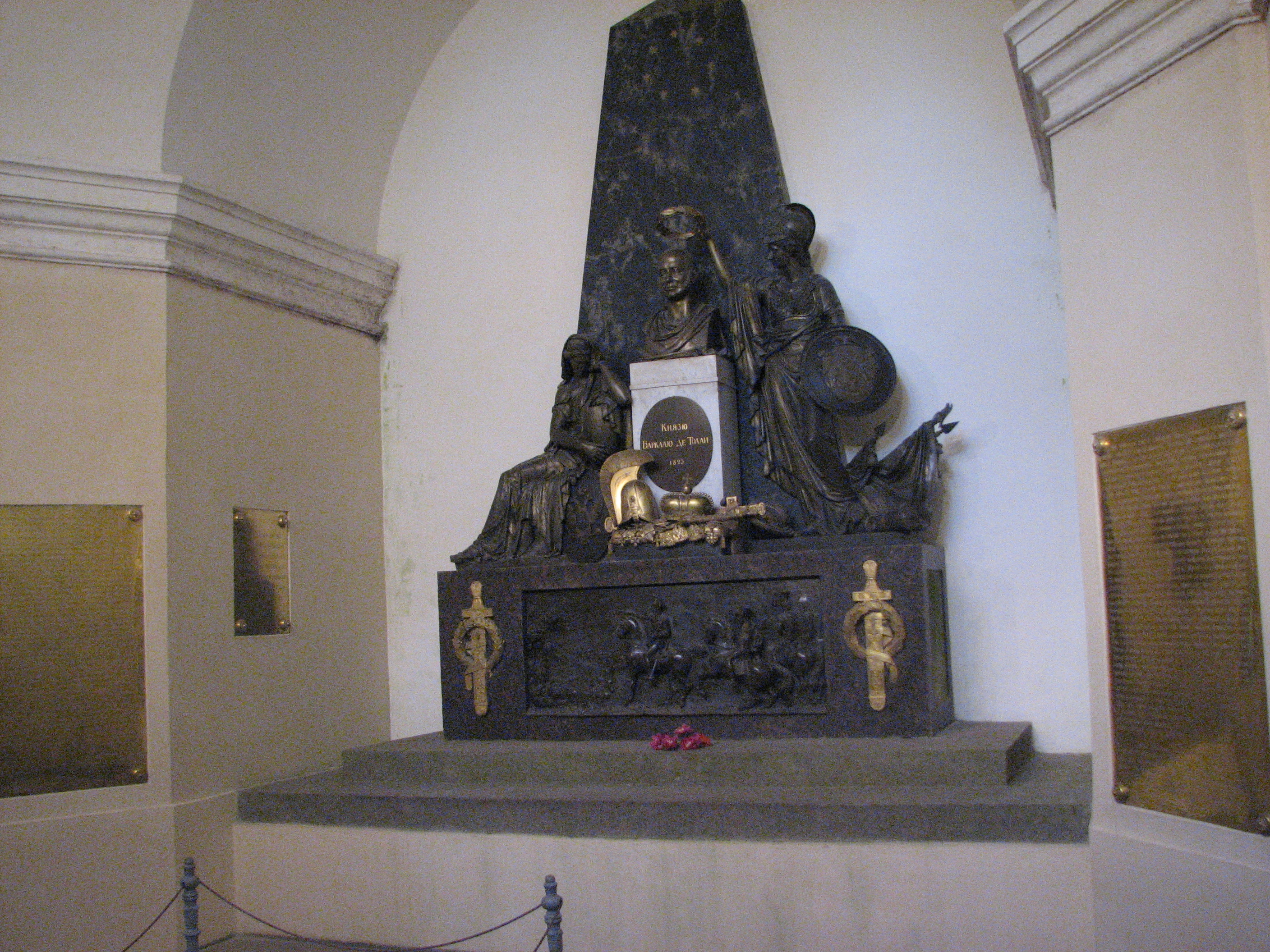
Monument dédié à Michel Barclay situé à l’intérieur du mausolée.

Après la mort du généralissime Koutouzov, le commandement des forces armées russes et prussiennes fut confié au prince Wittgenstein (janvier 1813). Mais après les défaites des troupes russes à Lützen (2 mai 1813) et Bautzen (20 mai-21 mai 1813), le général Miloradovitch demanda à l’empereur de dessaisir de son commandement le général Wittgenstein. Le 25 mai 1813, Alexandre Ier nomma donc Barclay de Tolly nouveau commandant des forces armées russes et prussiennes. Il dirigea avec succès les troupes au siège de Thorn (ru) où il fut décoré de l’ordre de Saint-Alexandre Nevski avec diamants (9 mai 1813) (janvier à avril 1813), il battit Vandamme à Kulm (en Bohême) (29 août-30 août 1813), il fut décoré de l’ordre de Saint-Georges (1re classe), à la bataille de Leipzig (16 octobre-19 octobre 1813), il commanda la partie centrale des forces alliées, il mena ses troupes à la victoire avec tant d’efficacité que l’empereur lui décerna le titre de comte d’Empire. Il dénonça le 27 juillet la cessation de l’amnistie. 
Barclay de Tolly prit également part à la Campagne de France (1814) et il participa à la Bataille de Paris où il commanda le centre de l’armée coalisée et reçut du Tsar Alexandre le commandement général des troupes russes. Il reçut la capitulation de Paris et le bâton de feld-maréchal, le 30 mars 1814.
Ses capacités de chef de guerre pendant la campagne d’Allemagne (1813) et la Campagne de France (1814) avaient été fort appréciées en Europe, aussi Charles XIII de Suède lui remit l’ordre de l’Épée (1re classe).

### Guerre de la Septième Coalition

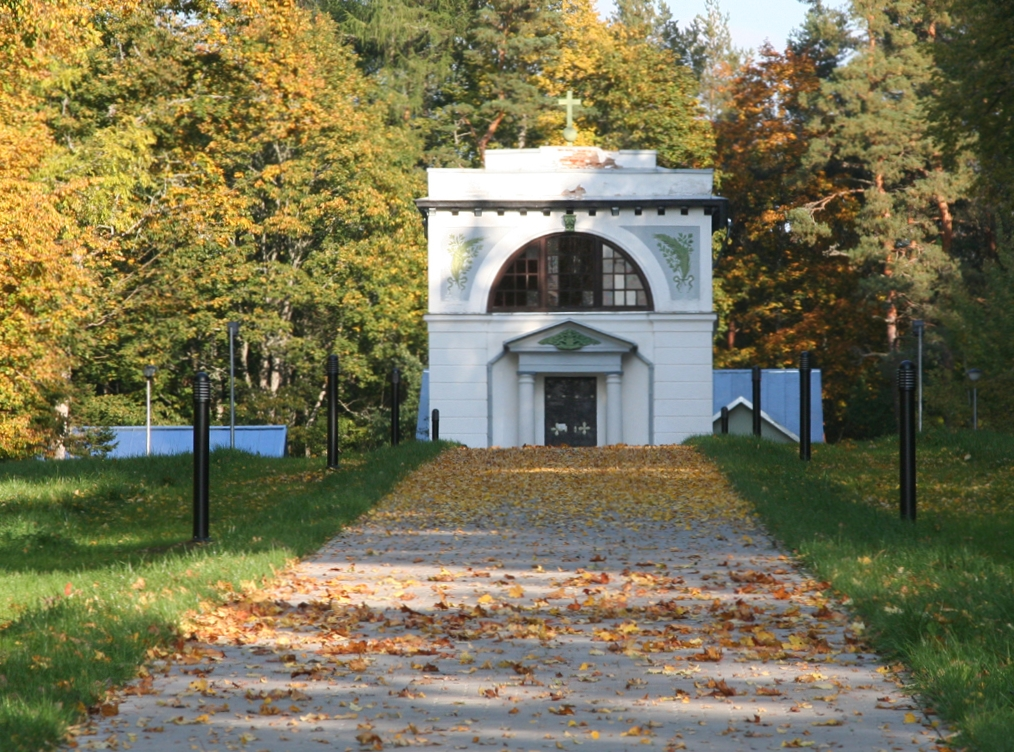
Mausolée de Michel Barclay de Tolly.

Alors que Napoléon Ier était exilé à l’île d’Elbe, Barclay de Tolly, qui était de retour en Russie, reçut le commandement de la 1re armée stationnée à Varsovie, d’où il se porta sur le Rhin après le 20 mars. Pendant la seconde invasion, il établit son quartier général à Châlons-sur-Marne. Ce fut alors qu’il reçut le titre de prince (en 1815). Il fut honoré par un grand nombre de souverains d’Europe et reçut une pluie de récompenses et de décorations étrangères.

## Décès
Son état de santé continua à se détériorer, pendant ses deux dernières années. Michel Barclay de Tolly quitta l’armée et s’installa dans son manoir de Tepelshof, près d’Helmet (aujourd’hui au sud de l’Estonie). Au début de l’année 1818, il demanda la permission de se rendre en Allemagne pour prendre les eaux à Carlsbad, en Bohême, mais, il ne put atteindre cette station thermale et le prince décéda le 26 mai 1818 à Insterbourg en Prusse-Orientale.
Le corps de Barclay de Tolly fut rapatrié à Riga. Le roi Frédéric-Guillaume III de Prusse envoya une garde d’honneur à Insterbourg, et elle accompagna la dépouille du prince jusqu’à la frontière russe. Le cortège funèbre arriva à Riga le 30 mai 1818, dans la cour de l’église luthérienne Saint-Jacques, en présence des membres du clergé de toutes les confessions, de l’administration civile de la ville et de la garnison placée sous le commandement du général Ivan Paskevitch. Les honneurs militaires furent rendus au grand héros des guerres napoléoniennes.

## Inhumation
Le cœur de Michel Barclay de Tolly repose sur une colline située à 300 mètres de son manoir de Tepelshof, près de Helme, dans le district de Fellin. Son corps fut inhumé dans le caveau familial.
Sa veuve, née Hélène von Smitten, fit construire un mausolée de style Empire en 1823, à Tepelshof (aujourd’hui en Estonie), selon les dessins d’Apollon Chtchedrine et de Vassili Demuth-Malinovski. La dépouille du prince Barclay de Tolly fut inhumée dans ce mausolée et, plus tard, un buste fut érigé sur son tombeau.

## Hommages au prince et feld-maréchal Michel Barclay de Tolly

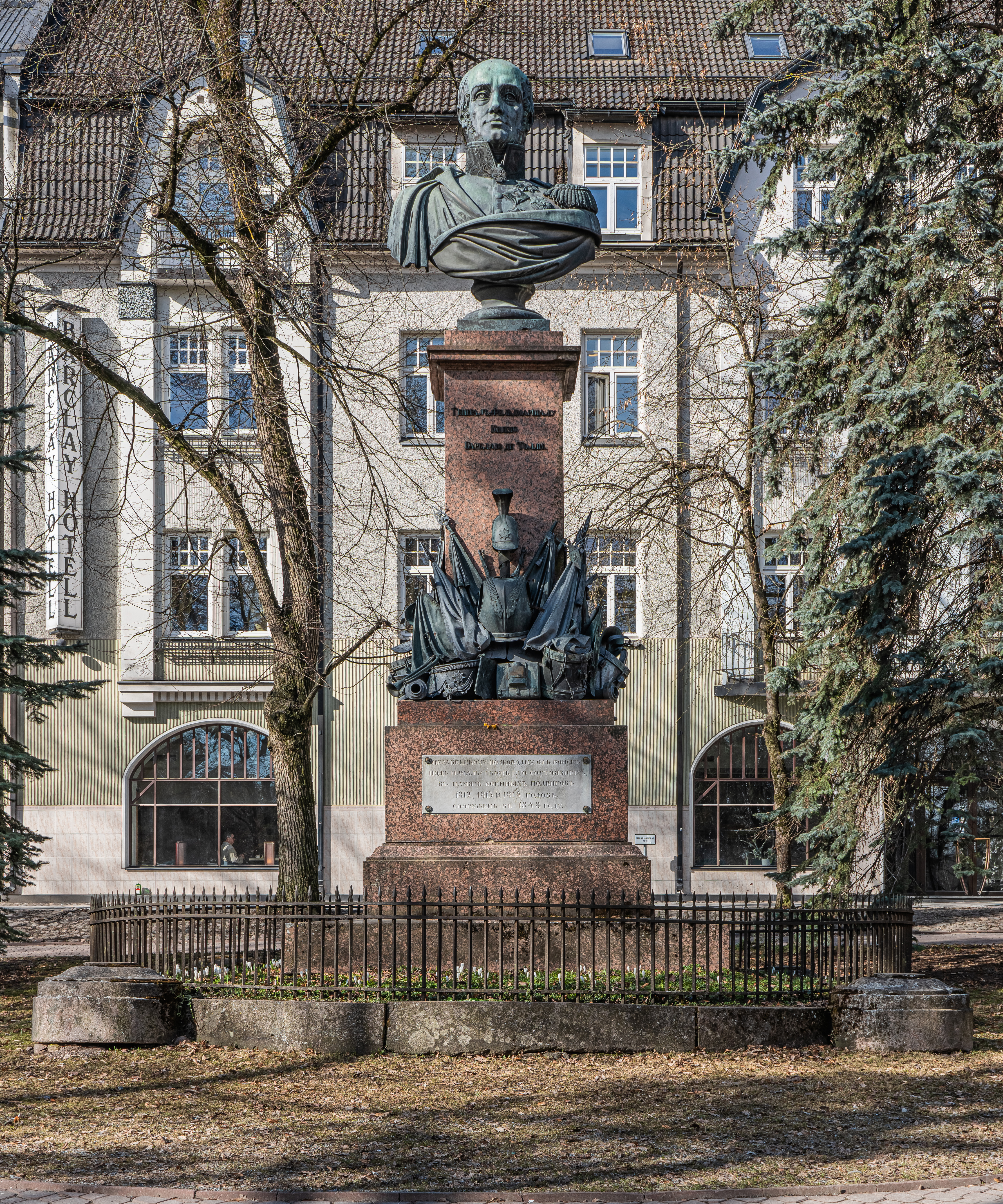
Buste du prince Michel Barclay de Tolly à Tartu, œuvre du sculpteur Vassili Demuth-Malinovski.

- Sur l’ordre du tsar Nicolas Ier, une grande statue du prince Barclay de Tolly fut érigée en face de la cathédrale Notre-Dame de Kazan à Saint-Pétersbourg.
- À Dorpat (aujourd’hui Tartu en Estonie), un buste sculpté par Vassili Demuth-Malinovski (1779-1846) fut érigé en 1849.
- À Insterbourg, Frédéric-Guillaume III de Prusse fit ériger un obélisque afin d’honorer la mémoire du prince Barclay de Tolly, chef de l’armée russo-prussienne en 1813-1814, sur les lieux mêmes où décéda le feld-maréchal[9].
- Une statue du prince Michel Barclay de Tolly fut érigée à Riga.
- Le 4e régiment de grenadiers Nesvijski (alors 2e puis 1er régiment de Grenadiers) devint en 1880 le régiment de Grenadiers Feld-maréchal prince Barclay de Tolly.
- En 1847, un buste de Michel Barclay de Tolly fut installé dans une des salles du Temple Walhalla situé près de Ratisbonne en Allemagne.
- Une statue équestre du feldmaréchal a été érigée en 2007 à Tcherniakhovsk (ancienne Insterbourg) sur une des places principales de la ville.

## Seconde Guerre mondiale
Au cours de la Seconde Guerre mondiale, le mausolée où repose le héros des guerres napoléoniennes fut l’objet de combats, chacun, (Allemands et Russes) revendiquait le feld-maréchal comme son bien. Quelques années après la fin de la Grande Guerre patriotique, un monument dédié aux soldats soviétiques morts à l’automne 1944 au cours des combats sur les rives de la rivière Emajõgi fut construit à quelques mètres du mausolée, 300 noms sont gravés dans la pierre.

## Descendance
Avec le décès du prince Ernst August Magnus Barclay de Tolly (1797-1871), mort sans descendance, la lignée princière de Barclay de Tolly s’éteignit. L’empereur Alexandre II accorda à Alexandre von Weyrman (petit-fils de Christina Gertrude Barclay de Tolly (1770-1865), sœur unique du feld-maréchal), de porter le titre de prince Barclay de Tolly (Lignée Barclay de Tolly-Weyrman).

## Inhumation du prince Ernest August Barclay de Tolly
Le mausolée de Tepelshof avait été édifié en 1823 pour recevoir les dépouilles des membres de la famille du prince Michel Barclay de Tolly, mais le fils du feld-maréchal ne se sentait pas digne de reposer auprès d’un père qui, par sa bravoure, était devenu en Europe un héros des guerres napoléoniennes. Il choisit donc de reposer à quelques mètres du mausolée, où son épouse avait déjà été inhumée en 1852.

## Distinctions

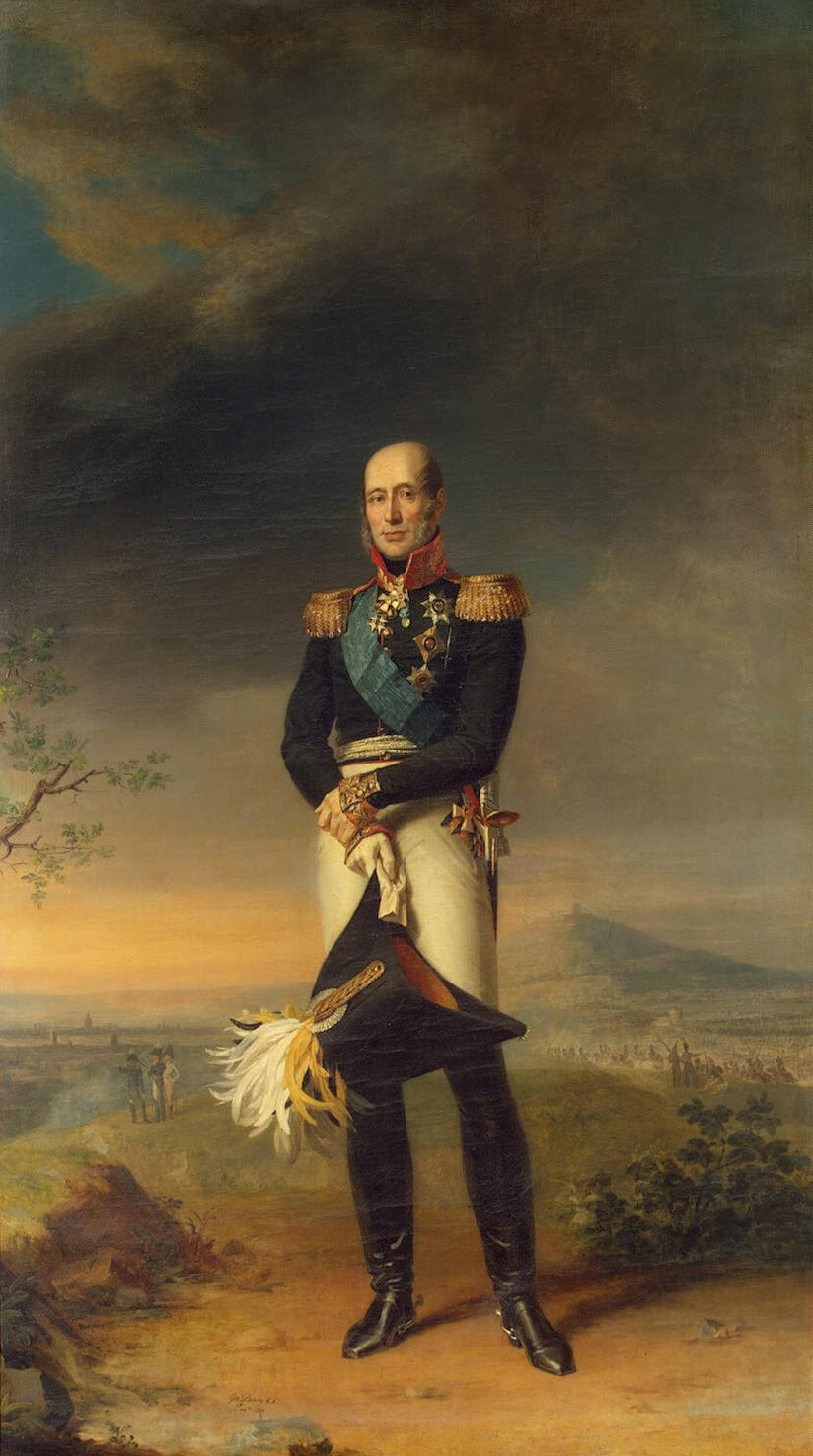
Portrait de Barclay de Tolly par George Dawe.

- 7 septembre 1813 : Ordre de Saint-André ;
- Michel Barclay de Tolly fut le seul avec Mikhaïl Koutouzov à posséder les quatre classes de l'Ordre de Saint-Georges ;
- 18 août 1813 : Ordre de Saint-Georges (1re classe) ;
- 21 octobre 1812 : Ordre de Saint-Georges (2e classe) ;
- 14 décembre 1807 : Ordre de Saint-Georges (3e classe) ;
- 16 septembre 1794 : Ordre de Saint-Georges (4e classe ;
- 20 janvier 1814 : Épée d'or avec diamants et lauriers avec l'inscription « Pour bravoure » ;
- 7 décembre 1788 : Ordre de Saint-Vladimir (4e classe) ;
- 7 mars 1807 : Ordre de Saint-Vladimir (2e classe) ;
- 15 septembre 1811 : Ordre de Saint-Vladimir (1re classe) ;
- 9 septembre 1809 : Ordre de Saint-Alexandre Nevski;
- 9 mai 1813 : Ordre de Saint-Alexandre Nevski (avec diamants) ;
- 7 mars 1807 : Ordre de Sainte-Anne (1re classe) ;
- 7 décembre 1788 : Croix en or pour la prise d'Otchakov ;
- 1807 : Croix d’or prussienne pour la bataille d'Eylau ;
- 1807 : Ordre de l'Aigle rouge (distinction militaire prussienne) ;
- 1813 : Ordre de l'Aigle noir (distinction militaire prussienne) ;
- 1813 : Commandeur de l'Ordre militaire de Marie-Thérèse (distinction militaire autrichienne) ;
- 1814 : Ordre de l’Épée (1re classe), (distinction militaire suédoise) ;
- 1816 : Ordre de Saint-Louis (distinction de la monarchie française) ;
- 1815 : Ordre de la Légion d’honneur (chevalier) ;
- 1815 : Ordre du Bain (chevalier de l') (distinction du Royaume-Uni) ;
- 1816 : Épée britannique sertie de diamants ;
- 1815 : Ordre de Guillaume Ier (1re classe) (Distinction militaire des Pays-Bas) ;
- 1815 : Ordre militaire de Saint-Henri (distinction militaire de Saxe).

## Carrière militaire

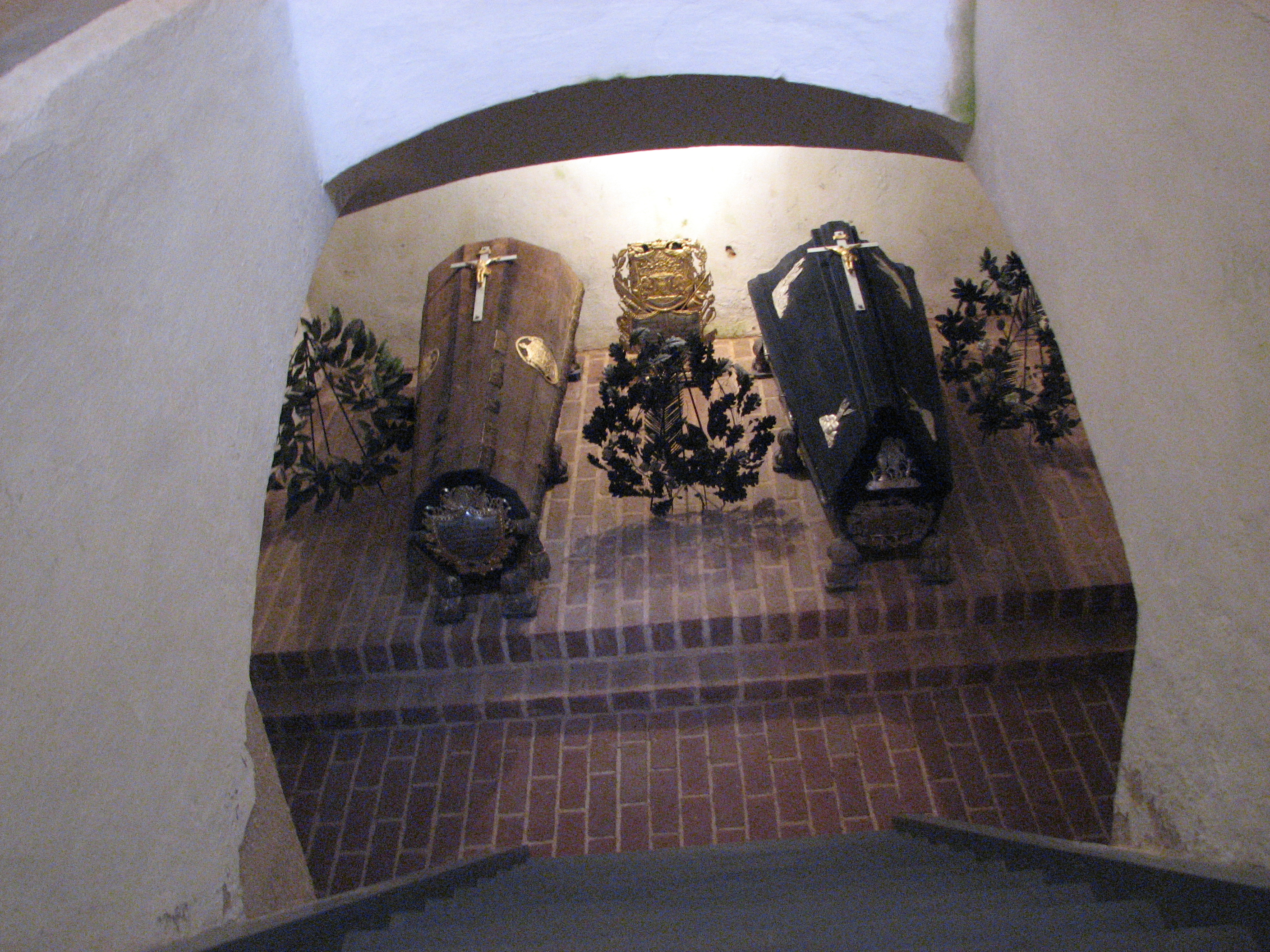
Cercueil où repose le prince Michel Barclay de Tolly, placé sous le monument dédié au feld-maréchal.

- 1776-1786 : Régiment de Carabiniers de Pskov ;
- 1786-1790 : Corps de Chasseurs finlandais ;
- 1790-1794 : Régiment des Grenadiers de Saint-Pétersbourg ;
- 1794-1798 : 1er bataillon Estland Jaeger ;
- 1798- 1809 : 4e régiment de Chasseurs ;
- 1809-1812 : Armée de Finlande ;
- 1812-1812 : 1re Armée de l’Ouest ;
- 1813-1814 : Commandant en chef des troupes russes et prussiennes ;
- 1814- : Commandant de la 1re Armée stationnée en Pologne.

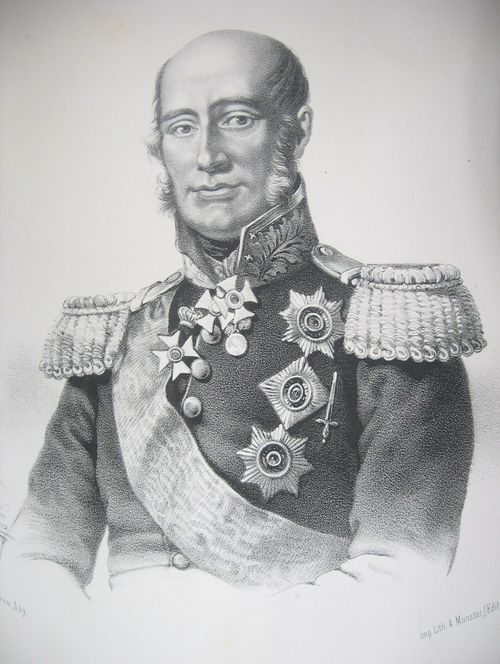
Portait de Michel Barclay de Tolly (1829).
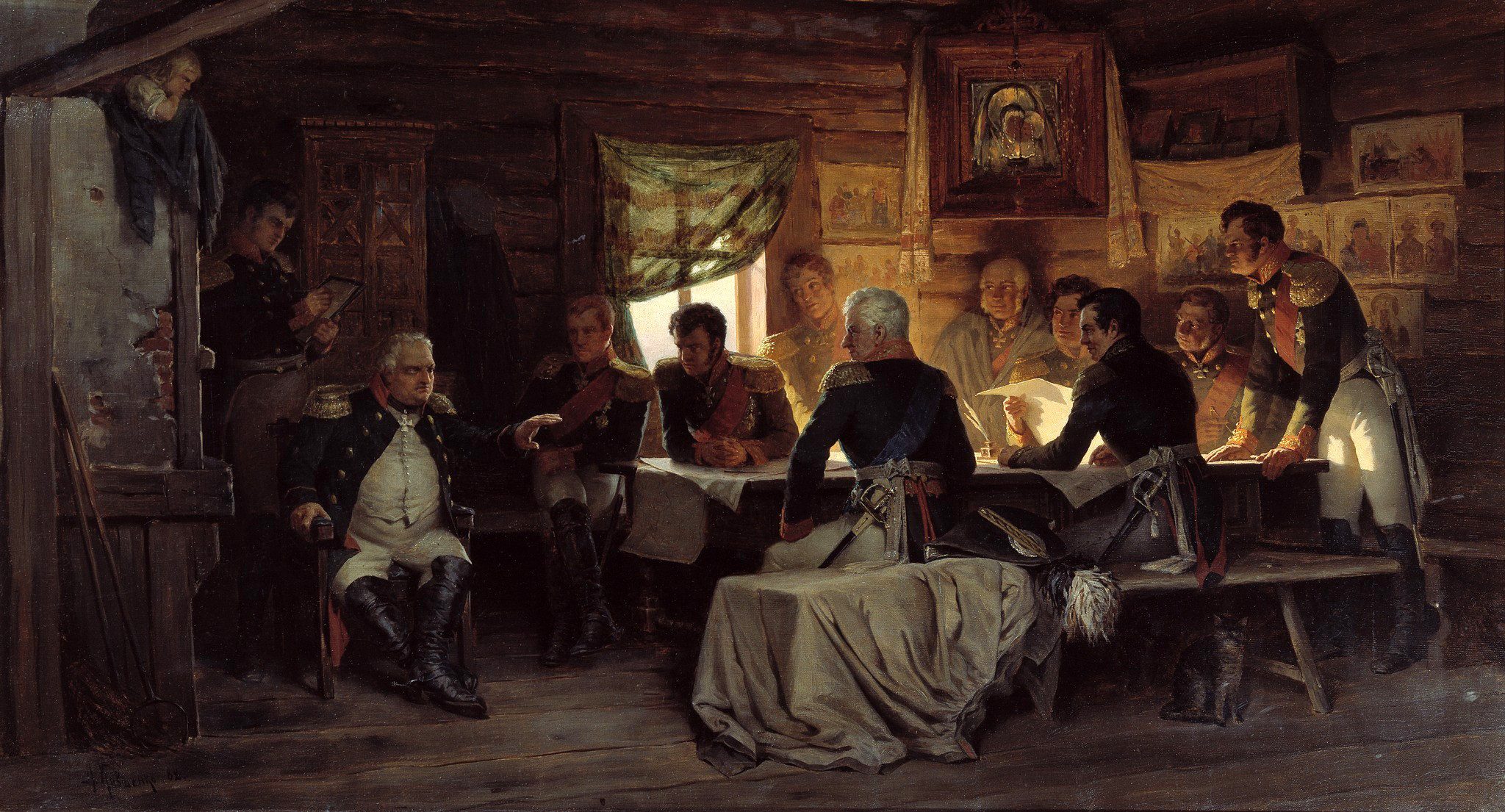
Conseil de guerre de Fili (Michel Barclay de Tolly est assis sous l’icône), tableau de Kivchenko.
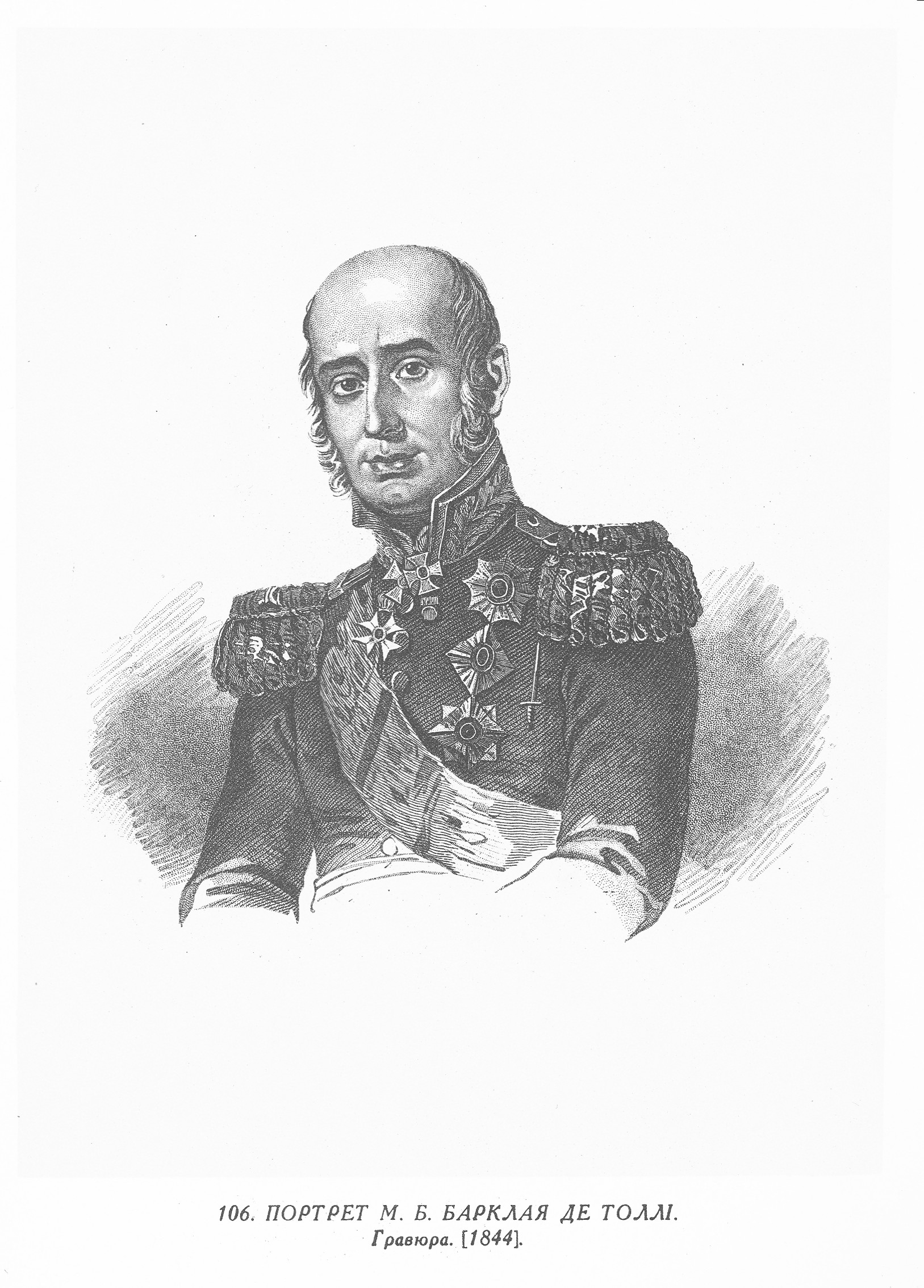
Michel Barclay de Tolly, selon une œuvre de Taras Chevtchenko (1830-1847).
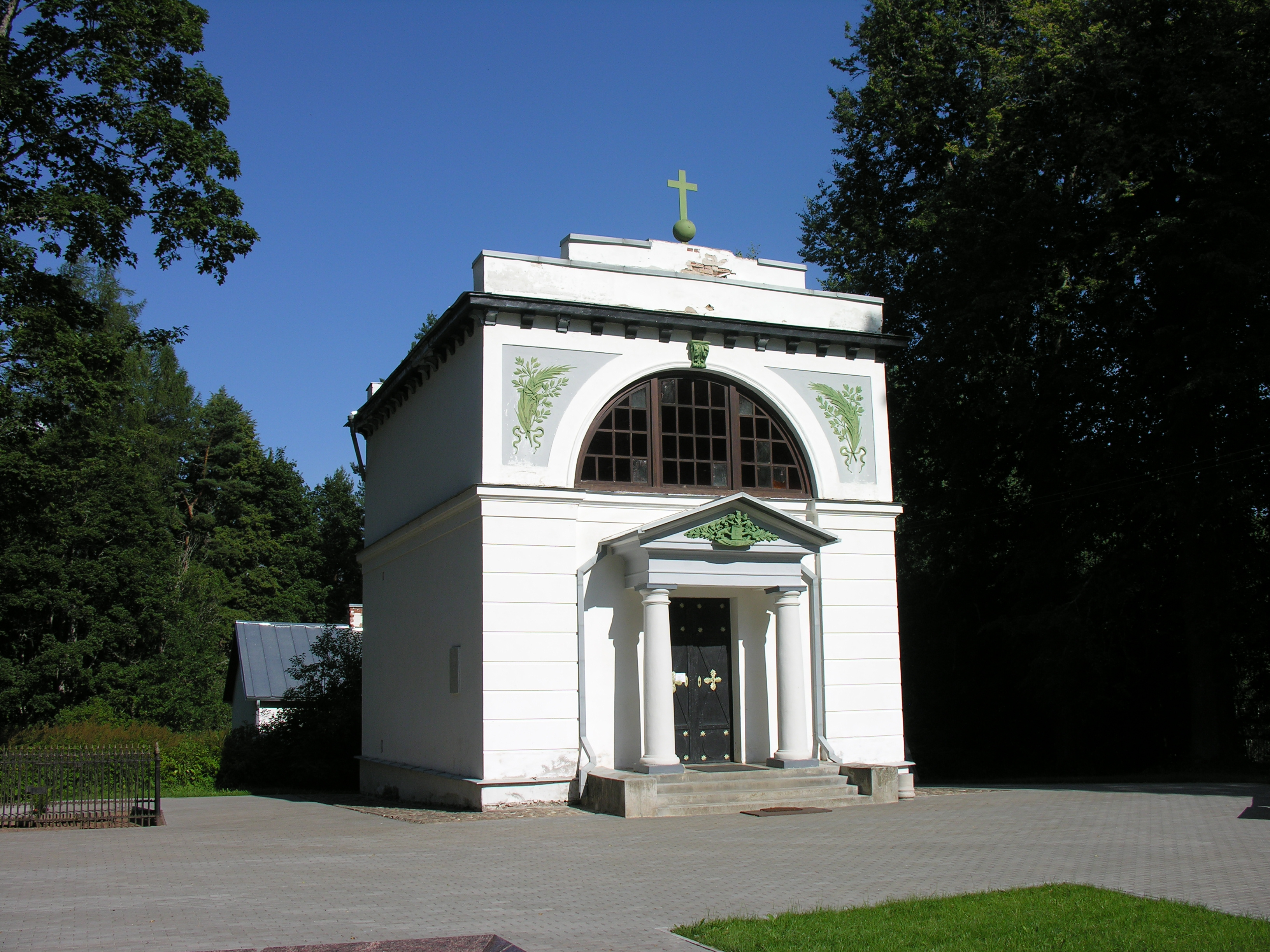
Mausolée de Michel Barclay de Tolly.

### Sources

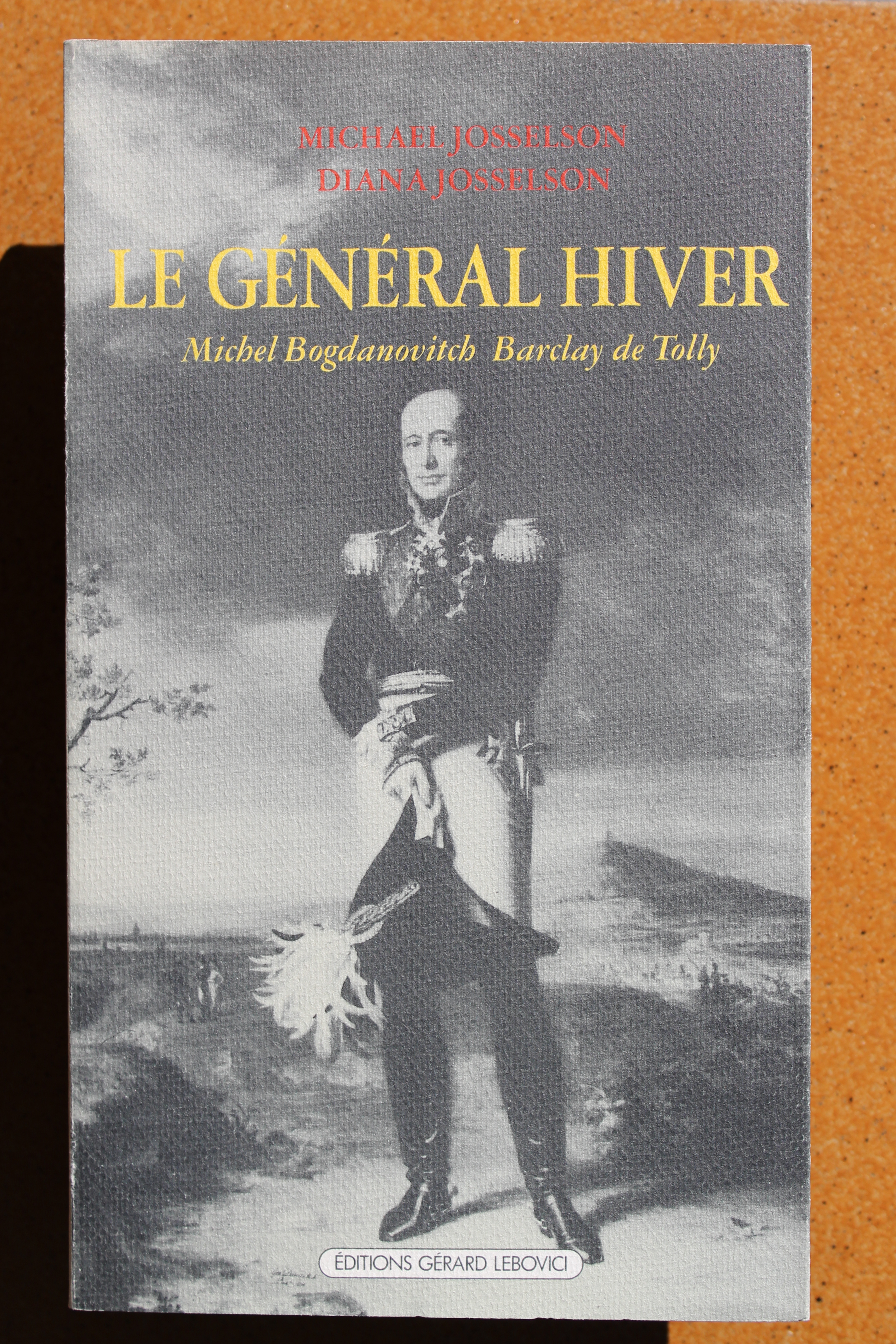
Le Général Hiver par Michael Josselson.

- Michael Josselson et Diana Josselson, Le Général Hiver, Michel Bogdanovitch Barclay de Tolly, éditions Gérard Lebovici, Paris, 1986
- Marie-Nicolas Bouillet  et Alexis Chassang (dir.), « Michel Barclay de Tolly » dans Dictionnaire universel d’histoire et de géographie, 1878 (lire sur Wikisource)
- « Michel Barclay de Tolly », dans Charles Mullié, Biographie des célébrités militaires des armées de terre et de mer de 1789 à 1850, 1852 [détail de l’édition]

- (en) Cet article est partiellement ou en totalité issu de l’article de Wikipédia en anglais intitulé « Michael Andreas Barclay de Tolly » (voir la liste des auteurs).

- (ru) Cet article est partiellement ou en totalité issu de l’article de Wikipédia en russe intitulé « Барклай-де-Толли, Михаил Богданович » (voir la liste des auteurs).